# 1990년 슬로베니아 총선
1990년 슬로베니아 총선거(슬로베니아어: Volitve v Skupščino Socialistične Republike Slovenije, 1990)는 1990년 4월 유고슬라비아 사회주의 연방공화국 산하 슬로베니아 사회주의 공화국에서 열린 총선이다. 제2차 세계 대전 이후 슬로베니아에서 열린 첫 직접 선거이며 1925년 이후 처음으로 치러진 자유 선거이다. 1990년의 총선거는 1992년 12월 6일 독립국으로써의 첫 총선거를 이끈 과도기적인 선거였다.
1990년 4월 8일에는 슬로베니아 사회주의 공화국 의회의 사회정치의회 대의원 80명과 코뮌의회 대의원 80명이 선출되었다. 4월 12일에는 노조연합의회 대의원 80명이 뽑혔다. 사회정치의회 대의원 중 55%가 슬로베니아의 봄 당시 수립된 신생정당인 슬로베니아 민주야당(DEMOS) 소속 의원이었다. 선거 결과 사회정치의회에서 사회민주당이 14석으로 원내 1석을 차지하였다.

## 결과

### 사회정치의회
|                               |           |       |      |
| 정당                          | 득표수    | %     | 의석 |
| 민주개혁당                    | 186,928   | 17.28 | 14   |
| 슬로베니아 사회주의 청년연합  | 156,843   | 14.49 | 12   |
| 슬로베니아 기독교민주당       | 140,403   | 12.98 | 11   |
| 슬로베니아 인민당             | 135,808   | 12.55 | 11   |
| 슬로베니아 민주연합           | 102,931   | 9.51  | 8    |
| 슬로베니아 녹색당             | 95,640    | 8.84  | 8    |
| 슬로베니아 사회민주당         | 79,951    | 7.39  | 6    |
| 슬로베니아 사회주의자 연합    | 58,082    | 5.37  | 5    |
| 자유당                        | 38,269    | 3.54  | 3    |
| 시민평등연맹                  | 26,629    | 2.46  | 0    |
| 시민녹색목록                  | 21,583    | 1.99  | 0    |
| 슬로베니아 수공업 및 기업인당 | 17,021    | 1.57  | 0    |
| 신사회운동                    | 5,276     | 0.49  | 0    |
| 단일후보목록                  | 4,715     | 0.44  | 0    |
| 무소속 목록                   | 4,618     | 0.43  | 0    |
| 마리보르 노후사회연합         | 4,113     | 0.38  | 0    |
| 코소보 민주동맹               | 3,240     | 0.30  | 0    |
| 소수민족 대의원단             |           |       | 2    |
| 총합                          | 1,082,050 | 100   | 80   |
|                               |           |       |      |
| 유효표                        | 1,128,435 | 91.14 |      |
| 무효표                        | 109,754   | 8.86  |      |
| 합계                          | 1,238,189 | 100   |      |
| 출처: Nohlen & Stöver         |           |       |      |

### 노조연합의회
| 슬로베니아 민주야당          |         |       | 29 |
| 기업, 사회, 협회, 군 대표    | 20      |       |    |
| 슬로베니아 사회주의 청년연합 | 9       |       |    |
| 상공회의소 대표              | 7       |       |    |
| 노동조합 대표                | 7       |       |    |
| 민주개혁당                   | 5       |       |    |
| 슬로베니아 사회주의자 연합   | 3       |       |    |
|                              |         |       |    |
| 유효표                       | 691,898 | 93.88 |    |
| 무효표                       | 45,128  | 6.12  |    |
| 합계                         | 737,026 | 100   |    |
| 등록유권자/투표율            | 992,922 | 74.23 |    |
| 출처: Nohlen & Stöver        |         |       |    |

### 코뮌의회
| 정당명                       | 득표수 | % | 획득 의석 |
| ---------------------------- | ------ | - | --------- |
| 슬로베니아 민주야당          |        |   | 51석      |
| 슬로베니아 사회주의 청년연합 |        |   | 16석      |
| 민주개혁당                   |        |   | 5석       |
| 슬로베니아 사회주의자 연합   |        |   | 5석       |
| 선거구별 대표                |        |   | 1석       |
| 헝가리인 소수민족 대표       |        |   | 1석       |
| 이탈리아인 소수민족 대표     |        |   | 1석       |

## 같이 보기
- 슬로베니아 초대 내각